# Savo Kostadinovski
Savo Kostadinovski (mak.: Саво Костадиновски) (Gornje Botušje, 30. svibnja 1950.) je makedonsko-njemački književnik, putopisac i prevoditelj. Piše poeziju i prozu za djecu, mlade i odrasle, na makedonskom i njemačkom jeziku, a djela su mu objavljena i na srpskom i rumunjskom jeziku.

## Životopis
Njegovo rodno selo je Gornje Botušje, koje se nalazi u blizini Makedonskog Broda, u današnjoj Sjevernoj Makedoniji. U njemu i Gostivaru je išao u osnovnu školu. Nakon katastrofalnog potresa u Skoplju 1963, živio je u Beogradu, Slavonskom Brodu, Zagrebu i drugim mjestima bivše Jugoslavije. Od 1971. živi i radi u Njemačkoj – nakon Münchena, Würzburga i Frankfurta na Majni od 1973. u Kölnu. Dopisno je završio Srednju mašinsku školu na Radničkom sveučilištu "Novi Beograd", a u Kölnu stekao zvanje tehničkog inženjera trećeg stupnja.
Objavio je više knjiga pjesama, kratkih priča, eseja, prijevoda i novinarskih tekstova. Njegova su djela objavljena na nekoliko jezika i zastupljena u brojnim antologijama, a poezija i proza za djecu u školskim udžbenicima u Sjevernoj Makedoniji.
Dobitnik je mnogih nagrada i pohvala, uključujući "Iseljeničku diplomu" Matice iseljenika Makedonije 1993, u okviru "Struških večeri poezije", i "Blagodarnica za iselenikot" makedonske Agencije za iseljeništvo 2020. Vođen putopisnim nagonom, putovao je Europom, Sjevernom Amerikom, Australijom, Indijom, Tibetom, Kinom i Senegalom.
Savo Kostadinovski je član Društva makedonskih pisaca, Udruženja književnika Njemačke, Udruženja književnih prevoditelja Makedonije i Udruženja novinara Makedonije.

## Djela

### Knjige pjesama za djecu i mlade
- Ljeto u rodnom kraju (Detska radost, Skoplje, 1980)[7]
- Čežnje (Dom kulture "Kočo Racin”", Skoplje, 1989)
- Djeca svijeta (Dom kulture "Kočo Racin", Skoplje, 1990)
- Kavez bez ptica – Od Botušja do Kölna (Pečalbarski denovi, Vevčani, 1990)
- Pjesme – deset knjiga u jednoj (Kulturno-prosvjetna zajednica Skoplja, 1991)
- Pjesme iz Botušja – izbor (Dom kulture "Kočo Racin", Skoplje, 1992)
- Pjesme – deset knjiga u jednoj (Kulturno-prosvjetna zajednica Skoplja, 1993)
- Poreče (Misla, Skoplje, 1995)
- Tisuću i jedna nostalgija – izbor (Detska radost, Skoplje, 2001)
- Zajedno s Filipom (Antolog, Skoplje, 2013)
- Razgovori s Beti (Antolog, Skoplje, 2013)
- Stihovane godine (Antolog, Skoplje, 2013)
- Vječni glas – izbor (Antolog, Skoplje, 2014)
- Pisma Filipu (Antolog, Skoplje, 2014)
- Na odmoru kod Filipa (Antolog, Skoplje, 2014)
- Uvijek s Filipom (Antolog, Skoplje, 2014)
- Filip je prvak (Antolog, Skoplje, 2014)
- Kako je Filip naučio azbuku (Antolog, Skoplje, 2014)
- Biseri za Biseru (Antolog, Skoplje, 2014)
- Zapisi iz Amerike (Antolog, Skoplje, 2015)
- Bliske pjesme u dalekoj Australiji (Antolog, Skoplje, 2015)
- Europa u stihovima (Antolog, Skoplje, 2015)
- Poreče (Antolog, Skoplje, 2015)
- Od Botušja do Pariza (Antolog, Skoplje, 2015)
- Bez rodnog kraja (Antolog, Skoplje, 2016)
- Köln i ja (Antolog, Skoplje, 2016)
- S domovinom (Antolog, Skoplje, 2016)
- Iz života po Europi (Antolog, Skoplje, 2016)
- Makedonske znamenitosti (Antolog, Skoplje, 2016)

### Knjige priča za djecu i mlade
- Rodni kraj sa srcem (Makedonska reč, Skoplje, 2005)
- Rodni kraj sa srcem (Antolog, Skoplje, 2016)
- Geburtsende mit Herz – prijevod na njemački (Literatur-Atelier, Bonn, 2016)
- Bisera i Filip (Antolog, Skoplje, 2016)
- Bisera und Filip – prijevod na njemački (Literatur-Atelier, Bonn, 2016)

### Knjige za odrasle
- Poezija o poeziji – dvojezično, na makedonskom i rumunjskom (Bukurešt, 2002)
- Poezija o poeziji – dvojezično, na makedonskom i njemačkom (Matica makedonska, Skoplje, 2012)
- Tri stoljeća, biografski roman (Makedonska reč, Skoplje, 2005)[8]
- Poezija u životu pjesnika – dvojezično, na makedonskom i njemačkom (Makedonika litera, Skoplje, 2013)[9]
- Ljubav još živi – zajednička zbirka s Thereseom Reuber, na njemačkom (Makedonika litera, Skoplje, 2014)
- Život za Botušje – dvojezično, na makedonskom i njemačkom (Makedonika litera, Skoplje, 2014)
- Pjesme iz Kölna – dvojezično, na makedonskom i njemačkom (Makedonika litera, Skoplje, 2014)
- Poezija o poeziji – prijevod na srpski (Banatski kulturni centar, Novo Miloševo, 2015)
- Historija ratova – dvojezično, na makedonskom i njemačkom (Makedonika litera, Skoplje, 2015)[10]
- Tri stoljeća, biografski roman – drugo, dopunjeno izdanje (Makedonika litera, Skoplje, 2016)[11]
- Drei Zeitalter, biografski roman – prijevod na njemački (Literatur-Atelier, Bonn, 2016)
- Ispod dobre vode, monografija o rodnom Gornjem Botušju (Antolog, Skoplje, 2016)

## Poveznice
- Makedonska književnost
- Struške večeri poezije

## Vanjske poveznice
- Djela Save Kostadinovskog u knjižničnom katalogu "WorldCat", WorldCat. Pristupljeno: 11. svibnja 2021.
- Djela Save Kostadinovskog na web stranici Njemačke digitalne knjižnice, Deutsche Digitale Bibliothek. Pristupljeno: 11. svibnja 2021.
- "Savo Kostadinovski: 'Poezija o poeziji'", BKC knjige, 2015. Pristupljeno: 11. svibnja 2021.
- "Savo Kostadinovski: 'Na Makedonija so ljubov'", YouTube, 2020. Pristupljeno: 11. svibnja 2021.